# Basilio Lacort
Basilio Lacort Larralde (Vera de Bidasoa, 14 de junio de 1851-Pamplona, 5 de julio de 1908) fue un periodista y militar español, de pensamiento republicano.

## Biografía
Nació el 14 de junio de 1851 en la localidad navarra de Vera de Bidasoa, hijo de padre oscense, guardia civil, y madre beratarra. Ingresó en la Guardia Civil participando en la III Guerra Carlista en Elizondo, en el bando gubernamental. Fue condecorado con la Cruz Blanca y la Cruz Roja de 1ª clase. Destinado en Cuba, fue repatriado por enfermedad. Participó en la intentona militar republicana de 5 de agosto de 1883 en el Batallón Badajoz y tras el fracaso de la misma se exilió a Portugal.
Participó en los círculos masónicos y republicanos de Madrid colaborando en la edición de El País. Regresó a Pamplona, siendo pionero del republicanismo en Navarra. En 1898 fundó El Porvenir Navarro semanario incisivo y anticlerical. Mantuvo frecuentes polémicas con los medios católicos y su publicación se vio varias veces suspendida por la autoridad gubernativa, hasta que en 1900 el obispo de Pamplona, José López de Mendoza, excomulgó al semanario, a sus lectores, al propio Lacort y a su domicilio, sito en la pamplonesa calle de San Antón. 
Promovió una nueva publicación: La Nueva Navarra, de la que fue director y que inmediatamente tuvo su réplica en La Vieja Navarra, publicada por el integrismo católico. 
Falleció en 1908, el día 5 de julio, en Pamplona. Por propia voluntad fue enterrado en el cementerio civil, anexo y separado del cementerio general de Pamplona.

## Reconocimientos
El 16 de septiembre de 1931 el Ayuntamiento de Pamplona puso su nombre a la calle San Fermín, en el único tramo que entonces existía, entre la avenida de Galán y García Hernández (actual Baja Navarra) y la Media Luna. Esta denominación fue suprimida el 24 de abril de 1936, al cambiarse por la actual de San Fermín.
En 1936 fueron sistemáticamente picadas todas las inscripciones que figuraban en el mausoleo de Lacort.